# Льодовикова шапка

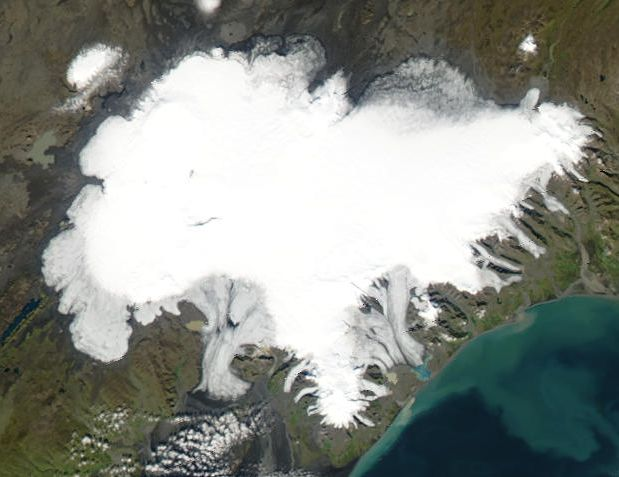
Ватнайокутль, Ісландія

Льодовикова шапка — маса криги, що покриває менше 50 000 км² території (як правило, високогір'я). Маса криги, яка покриває понад 50 000 км², називається льодовиковий щит.

## Форма та формування
Льодовикова шапка не обмежена топографічними рисами (наприклад, лише зверху гори). Навпроти, льодовикові маси схожого розміру, які обмежені топографічними рисами, мають називу льодовикове поле. Купол льодовикової шапки як правило розташований довкола найвищої точки гірського масиву. Крига стікає від цієї точки (яка називається «кригоділ», за аналогією з вододілом) до меж льодовикової шапки.
Загальна поточна маса льоду на Землі становить 30 мільйонів км³. Її середня температура змінюється від −20 °C до −30 °C. Всередині льодовикової шапки постійна температура становить від −15 °C до −20 °C.    
Льодовикові шапки мають значний вплив на геоморфологію території, на якій знаходяться. Відбувається пластичний молдинг, вичавлювання та інша льодовикова ерозія, результати яких відкриваються після відступу льодовика. Багато озер, наприклад, Великі Озера, і долин були створені дією льодовиків за сотні тисяч років.

## Полярні шапки
Регіони високої широти, хоча і не є формально льодовиковими шапками (оскільки перевищують максимум площі, зазначений у визначенні), називаються «полярні льодовикові шапки», термін, поширений у мас-медіа, який з обмеженнями визнається науковцями.

## Приклади
Ватнайокутль є прикладом льодовикової шапки в Ісландії.